# Rick Savage
Pour les articles homonymes, voir Savage.
 (novembre 2020).
Si vous disposez d'ouvrages ou d'articles de référence ou si vous connaissez des sites web de qualité traitant du thème abordé ici, merci de compléter l'article en donnant les références utiles à sa vérifiabilité et en les liant à la section « Notes et références ».

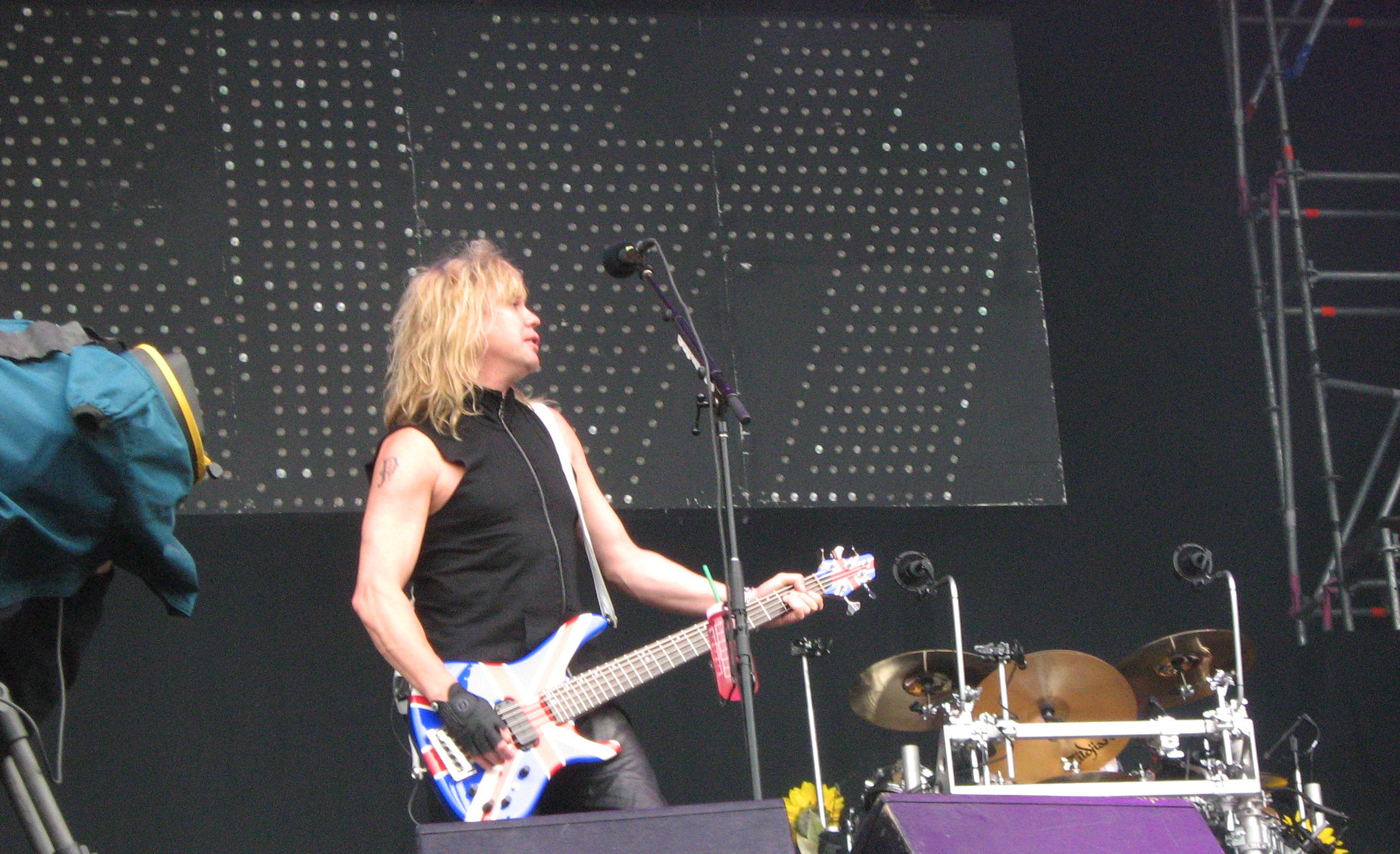
Rick Savage au Arrow Festival NL en 2008.

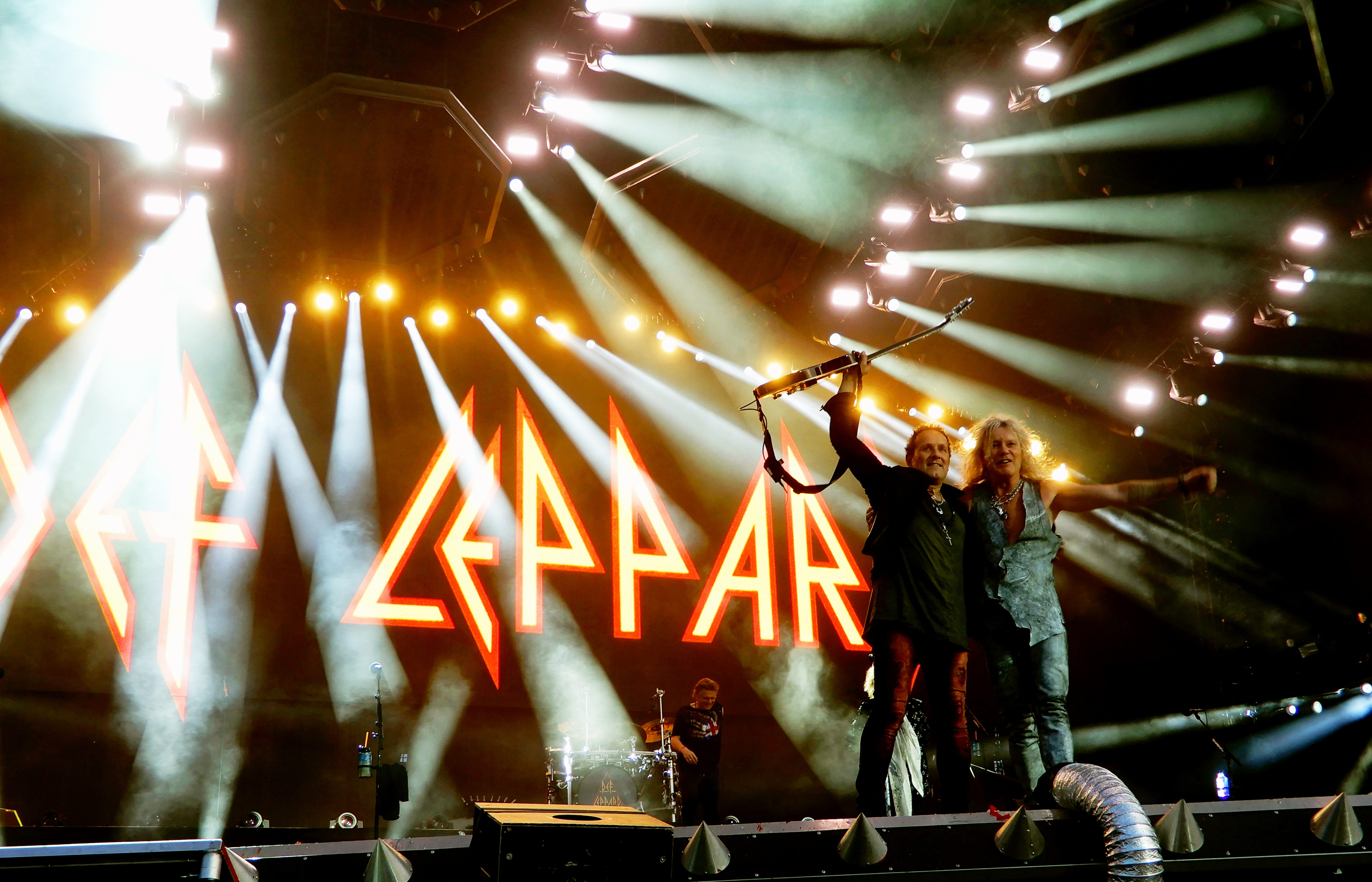
Rick Savage au Hellfest 2019

Richard Savage dit Rick Savage est né le 2 décembre 1960  à Sheffield en Angleterre. 
Il est le bassiste et un des fondateurs du groupe de hard rock Def Leppard depuis 1977. 
Il a été footballeur professionnel avec le club de Sheffield United, bien qu'il soit un fervent supporter du club adverse, Sheffield Wednesday.

## Biographie
Richard Savage est né à Sheffield, dans le sud du Yorkshire, en Angleterre. Savage fait ses études à l'école secondaire Tapton à Sheffield. [1] Dans sa jeunesse, il apprend à jouer de la guitare avec son frère aîné. Ils jouent ensemble des chansons comme "Maggie May" de Rod Stewart ou "American Pie" de Don McLean. En parallèle, Savage poursuit alors une carrière de joueur de football professionnel avec le Sheffield United, malgré son attachement pour le club rival de Sheffield Wednesday. Savage choisit finalement la musique et forme un groupe avec quelques camarades de classe, dont Tony Kenning et Pete Willis. Dans cette formation, ils reprennent principalement des titres de Queen, Slade, Deep Purple, Jimi Hendrix et d'autres groupes populaires de l'époque.
Estimant que Willis était le meilleur guitariste, Savage opte pour la guitare basse. Ayant besoin d'un chanteur, le groupe auditionne une connaissance de Willis, Joe Elliott. Ils recrutent ensuite le guitariste Steve Clark et changent leur nom pour celui de Def Leppard.
Savage contracte la paralysie de Bell vers 1994 : ses muscles faciaux s'affaiblissent et deviennent partiellement paralysés. Il s'est rétabli, mais les effets de la maladie sont toujours visibles, surtout lorsqu'il est fatigué.
Extrait d'une interview de Gordon Shearer sur DefLeppard.com:
Shearer: "Et quand vous avez développé votre paralysie de Bell? Est-ce que cela a changé la façon dont vous traitez les choses? Beaucoup de ragots, beaucoup de commentaires. Je pourrais imaginer passer de la position dans laquelle vous étiez - du dieu ultime du sexe rock à .. .. "
Savage: "C'était difficile de comprendre et de comprendre pourquoi. J'ai compris qu'il était facile d'entrer dans le syndrome du "pourquoi moi ?". En partie à cause de l'invalidité. C'était surtout ne pas pouvoir manger correctement, ou ne pas pouvoir dormir sans mettre un patch sur votre œil parce que votre œil ne se fermait pas, et des choses comme ça. L'effet que cela a sur votre vie quotidienne était la chose la plus difficile. En comparaison, c'était une maladie débilitante très mineure. Cela vous rend humble de voir ce que Rick Allen a traversé et comment il a dû faire face. Donc, je préfère ne pas avoir la maladie, mais je l'ai et vous tirez le meilleur parti de ce que vous avez obtenu ".

## Vie privée
Savage est marié à Paige Savage, avec qui il a trois enfants (dont un d'une première liaison de Paige) nommés Jordan, Tyler et Scott. La famille déménage à Enniskerry en 2013, mais retourne à Sheffield en 2016.
En 2022 avec Scott, il lance une ligne de vêtements de luxe appelée Overnight Angels Crew.

## Équipement
Savage utilise actuellement des basses personnalisées fabriquées par Jackson après avoir approuvé les guitares basses Washburn XB920 (4 cordes) et XB925 (5 cordes) de 1999 à 2009. Il a auparavant utilisé des guitares basses Hamer à 4 et 5 cordes pendant plus de 17 ans, en commençant par leur modèle "Blitz" inspiré de Gibson Explorer lors des albums High 'n' Dry et Pyromania de 1982 à 1985 et la modernisation de Hamer sur la forme Explorer, le modèle "Scarab" dont il a principalement utilisé un modèle blanc lors des sessions d'enregistrement et de la tournée Hysteria (bien que Savage a continué à utiliser un "Blitz" noir atténué C # ADG pour le single à succès "Pour Some Sugar on Me" qui peut être vu sur leur Live: In the Round, dans votre visage vidéo / DVD en direct, et un modèle Scarab en noir avec une poupée inversée a été vu dans la vidéo "Rocket" et leur performance aux MTV Video Music Awards en 1989) à partir de 1985 –1989. À la sortie d'Adrenalize, il a utilisé une gamme de modèles Chaparral Max à 5 cordes de différentes couleurs, y compris une finition noir et blanc "Granite", une avec une variation de l'illustration de l'album Adrenalize personnalisée peinte dessus, et un modèle peint en noir de 1990–1999. Savage a changé d'avis sur les basses Washburn au milieu du cycle de promotion de l'album Euphoria en 1999, et un Natural Flame XB925 qui lui a été donné par Washburn en 1999 a été son principal instrument depuis lors. [4] Cependant, l'Union Jack XB925 peint sur mesure est sa basse la plus connue [5], suivie de la croix de Saint George XB925, les deux schémas de peinture étant reproduits sur ses nouvelles basses Jackson en 2009. Il a acquis deux autres basses Jackson, une dans un schéma Union Jack aux tons de gris et l'autre peint aux couleurs de Sheffield Wednesday avec le logo de l'équipe. Il les a utilisés lors de la tournée Mirrorball de 2011. [6] Savage n'a jamais été un guitariste de fingerstyle, comptant entièrement sur un plectre, ou "pick". Dans une interview au magazine Bass Guitar, il a déclaré: "Je suis un joueur terrible avec mes doigts et je joue toujours avec un médiator. J'adore avoir une cohérence dans le son, peu importe où vous êtes sur le manche. J'ai trouvé que lorsque je joue avec les doigts, les notes sautent et les autres sont trop assourdies. Ce serait un cauchemar pour l'ingénieur du son qui essaie juste de compresser la chose pour s'assurer qu'il y a un équilibre égal venant de la scène. "

## Discographie
- The Def Leppard E.P. (1979)

- On Through the Night (1980)

- High 'n' Dry (1981)

- Pyromania (1983)

- Hysteria (1987)

- Adrenalize (1992)

- Retro Active (1993)

- Slang (1996)

- Euphoria (1999)

- X (2002)

- Yeah! (2006)

- Songs from Sparkle Lounge (2008)

- Mirror Ball - Live & More (2011)

- Viva! Hysteria (2013)

- Def Leppard (2015)